# End Conscription Campaign

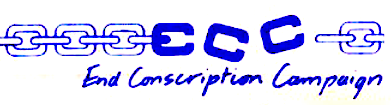
ECC-Logo

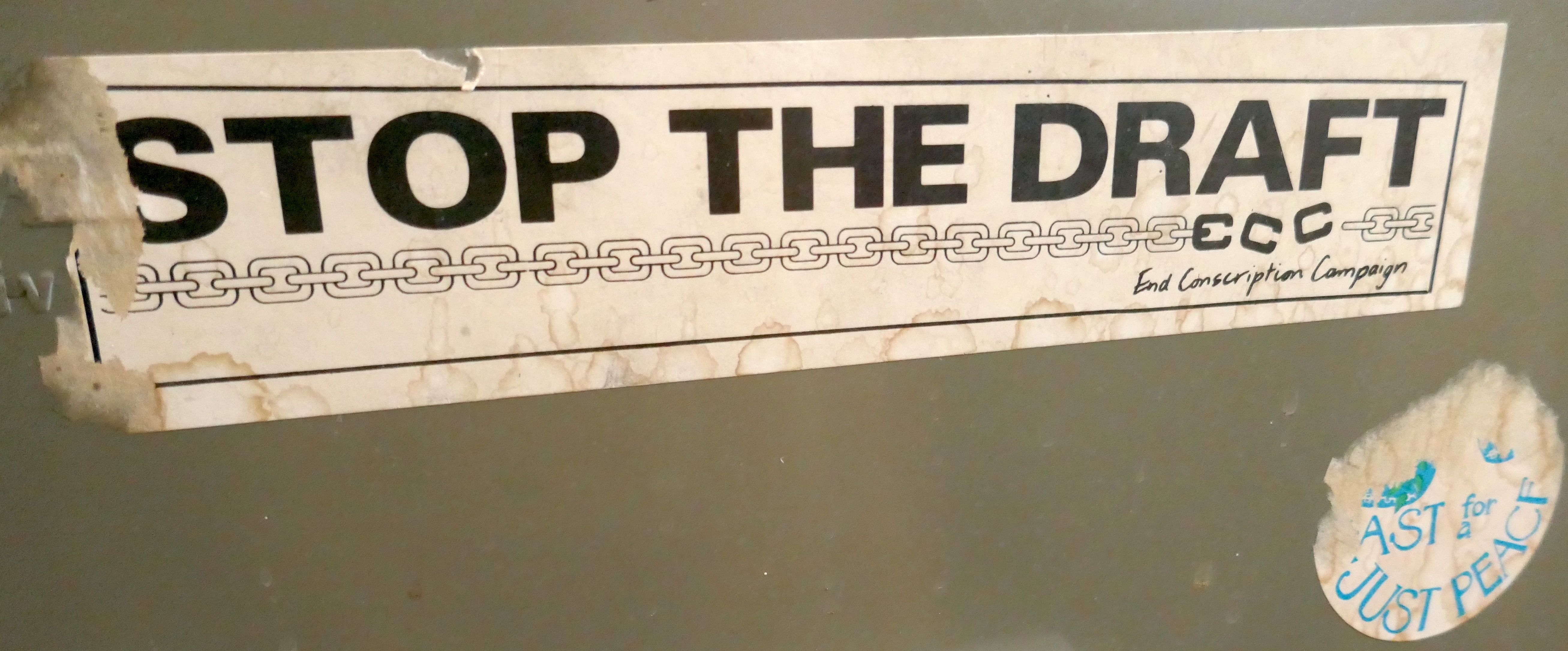
ECC-Aufklebers

Die End Conscription Campaign (ECC; deutsch etwa: „Beendet-die-Wehrpflicht-Kampagne“) war eine südafrikanische Organisation gegen die Wehrpflicht in der South African Defence Force (SADF) während der Zeit der Apartheid. Sie stand der United Democratic Front (UDF) nahe und löste sich 1994 auf, nachdem die Wehrpflicht abgeschafft worden war.

## Geschichte

### Vorgeschichte
1957 wurde im Defence Act festgelegt, dass eine Wehrpflicht für weiße südafrikanische Männer möglich ist. 1967 wurde die Wehrpflicht eingeführt, nachdem der namibische Unabhängigkeitskrieg begonnen hatte. Sie begann mit der Vollendung des 16. Lebensjahrs oder dem Schulabschluss. Der Wehrdienst (National Service) dauerte ab 1977 zwei Jahre, zuzüglich einem weiteren Jahr Dienst bei den Citizen Forces oder einem anderen zusätzlichen Dienst. Ende der 1970er Jahre traten Zehntausende Wehrpflichtige ihren Dienst nicht an. 1977 kam es zum ersten Prozess gegen einen Wehrdienstverweigerer. Die Conscientious Objectors Support Group (COSG, deutsch etwa: „Unterstützungsgruppe für Wehrdienstverweigerer aus Gewissensgründen“) stand den ersten Verweigerern zur Seite. Zugleich gründeten Südafrikaner im Exil in London und Amsterdam das Committee on South African War Resistance (COSAWR, deutsch etwa: „Komitee für südafrikanischen Kriegswiderstand“).
1982 begannen der Student Mike Evans von der Universität Kapstadt und der Wehrdienstverweigerer Brett Myrdal, der an verschiedenen Universitäten auftrat, eine Kampagne für die südafrikanischen Wehrdienstverweigerer. Die Initiative zur Gründung der ECC kam von der Jahresversammlung der oppositionellen Frauenbewegung Black Sash, die gegen die Besetzung Namibias im namibischen Unabhängigkeitskrieg durch südafrikanische Truppen gerichtet war, an der zahlreiche südafrikanische Wehrpflichtige eingesetzt wurden. Auf der COSG Conference 1983 wurde die Gründung der ECC beschlossen und durch Einrichtung von Zweigstellen vorbereitet. Die Gründung wurde von bekannten Oppositionellen wie Beyers Naudé, Helen Joseph und David Webster unterstützt; Webster war auch Gründungsmitglied. Allan Boesak und Sheena Duncan von Black Sash hielten Ansprachen. Die ECC und die COSG existierten fortan parallel, wobei die COSG stärker in der Einzelfallberatung tätig war.

### Gründung und erste Erfolge

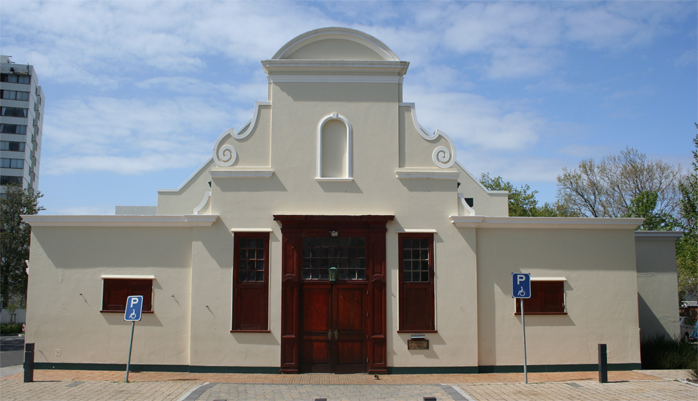
Das Claremont Civic Centre in Kapstadt, Gründungsort der ECC

Die ECC wurde im Oktober 1984 im Kapstadter Claremont Civic Centre von über 1400 Teilnehmern offiziell gegründet. Anfangs war sie nur ein Dachverband von rund 50 Organisationen, auch aus dem kirchlichen Bereich, entwickelte aber rasch eine eigene Struktur mit 13 Zweigstellen innerhalb des Landes. Sie wurde von weißen Südafrikanern geleitet, insbesondere aus dem Umfeld der englischsprachigen Universitäten. An Afrikaans-sprachigen Universitäten wie der Universität Stellenbosch war sie hingegen verboten. Die ECC wandte sich gegen die Wehrpflicht.  Eine Wehrdienstverweigerung aus religiösen Gründen wurde nur selten akzeptiert, andere Gewissensgründe wurden generell nicht anerkannt. Die ECC nutzte eine Lücke im Defence Act, der zwar verbot, Personen vom Wehrdienst abzuhalten, aber nicht untersagte, das Ende der Wehrpflicht zu fordern. In der Folge wurden Verweigerer nicht mehr zu zwei, sondern bis zu sechs Jahren Haft verurteilt, falls sie nicht innerhalb des Landes in den „Untergrund“ gingen oder ins Ausland flüchteten.
Die ECC schlug alternative Dienste vor, unterstützte Männer, die den Wehrdienst aus Gewissensgründen verweigerten und bildete ein Forum zur Diskussion der Wehrpflicht. Die ECC klärte über die Lage in den Townships der schwarzen Bevölkerungsmehrheit auf, in denen auch Wehrdienstleistende zur Unterdrückung von Unruhen eingesetzt wurden. 1985 demonstrierte die ECC landesweit unter dem Motto Troops out of the Townships („Soldaten ’raus aus den Townships“). Zuvor hatten drei Wehrdienstverweigerer einen dreiwöchigen Hungerstreik durchgeführt. Im selben Jahr veranstaltete die ECC ein internationales „Friedensfestival“ in Johannesburg. Im Parlament gab die Regierung die Zahl der Männer, die ihren Wehrdienst nicht angetreten hatten, für das erste Halbjahr 1985 mit 7589 an, verglichen mit 1596 im gesamten Jahr 1984. Danach wurden dazu keine offiziellen Zahlen mehr veröffentlicht. 1985 hatte die ECC über 4000 Mitglieder. Mehr als die Hälfte der Mitglieder waren Frauen. Der Vorsitzende der liberalen Progressive Federal Party, Frederik van Zyl Slabbert, bezeichnete die ECC im selben Jahr als „gefährlich naiv, romantisch, vereinfachend und kontraproduktiv“.
1986 führte die ECC an südafrikanischen staatlich gelenkten Schulen die Aktion Cadets is not compulsory (etwa: „Kadettsein ist keine Pflicht“) durch. Dabei ging es um die Wehrerziehung, die die SADF an allen „weißen“ Schulen durchführte. Erziehungsberechtigte wurden von der ECC darauf hingewiesen, dass sie laut Gesetzeslage ihr Kind von diesem Unterricht befreien lassen konnten. Ebenfalls 1986 gab das Plattenlabel Shifty Records zur Unterstützung der ECC ein Album mit südafrikanischen Protestsongs gegen den Krieg heraus. Es trug den ironischen Titel Forces Favourites („Lieblingslieder der Soldaten“) und enthielt Stücke von südafrikanischen, meist weißen Musikern wie Jennifer Ferguson. Im selben Jahr wurden zahlreiche ECC-Mitglieder inhaftiert oder systematisch eingeschüchtert. Es gab Todesdrohungen gegen ECC-Mitglieder, Einbrüche in Büros der ECC, Bombenattentate, Verhaftungen, Mordversuche und Körperverletzungen sowie anonyme Gegenpropaganda. Die ECC wurde von der Regierung als Bedrohung der damaligen „Totalen Strategie“ empfunden, die eine politisch geeinte „weiße“ Bevölkerung voraussetzte, die – speziell die Männer – „stolz, stoisch und standhaft“ sein sollte. Verweigerer wurden oft als „weibisch“ bezeichnet. 1988 wurde bekannt, dass der Geheimdienst der SADF mit Mitteln der Desinformation gegen die ECC agierte. Eigens zur Bekämpfung der ECC wurden das unter falschem Editorial erscheinende Magazin Veterans for Victory herausgegeben sowie Agenten und bezahlte Störer angeworben. Trotzdem bekannten sich 1987 in Kapstadt 23 Männer bei einem öffentlichen Auftritt zur Wehrdienstverweigerung, 1988 waren es 143.
Der damalige Verteidigungsminister Magnus Malan sagte über die ECC:

„The EEC is a direct enemy of the SADF. It’s disgraceful that the SADF but especially the country’s young people, the pride of the nation, should be subjected to the EEC’s propaganda, suspicion-sowing and misinformation. – 
Die EEC ist ein direkter Feind der SADF. Es ist beschämend, dass die SADF, aber besonders die jungen Leute des Landes, der Stolz der Nation, dieser Propaganda, dem Säen von Verdächtigungen und der Desinformation ausgesetzt sind.“

Am 15. Juni 1988 traf sich Malan jedoch mit Vertretern der ECC, um einen möglichen Ersatzdienst zu diskutieren. Das Gespräch wurde ergebnislos abgebrochen.

### Text des Aufrufs
Als im Jahr 1984 das Gesetz Defence Amendmend Act (Act No. 34) erlassen wurde, veröffentlichten die Akteure der ECC den nachfolgend zitierten Aufruf.
„„Für einen gerechten Frieden in unserem Land. Eine Erklärung für die Beendigung der Einberufung.
Wir leben in einer ungerechten Gesellschaft, in der grundlegende Rechte der Mehrheit des Volkes verweigert werden. Wir leben in einer ungleichen Gesellschaft, in der Land und Reichtum der Minderheit gehören.

Wir leben in einer Gesellschaft im Bürgerkrieg, wo der Bruder aufgerufen wird, gegen den Bruder zu kämpfen.

Wir rufen zum Ende der Einberufung auf.
Junge Männer werden einberufen, um die illegale Besetzung Namibias aufrechtzuerhalten und ungerechte Kriege gegen andere Länder zu führen.

Junge Männer werden eingezogen, um bei der Durchführung und Verteidigung der Apartheidpolitik zu helfen.

Junge Männer, die sich weigern zu dienen, stehen vor der Wahl eines Lebens im Exil oder einer sechsjährigen Gefängnisstrafe.
Wir fordern das Ende der Einberufungen. Wir glauben, dass die finanziellen Kosten des Krieges die Armut unseres Landes vergrößern und dass das Geld besser im Interesse des Friedens genutzt werden sollte.

Wir glauben, dass die Ausdehnung der Wehrpflicht auf die farbige und indische Jugend den Konflikt verschärfen und unser Land teilen wird.

Wir glauben, dass es das moralische Recht der Südafrikaner ist, ihre Gewissensfreiheit auszuüben und sich dafür zu entscheiden, nicht in den südafrikanischen Streitkräften zu dienen.

Wir fordern das Ende der Einberufungen. Wir rufen nach einem gerechten Frieden in unserem Land.“
Als Reaktion auf diesen Aufruf verließen im ersten Halbjahr von 1986 insgesamt 7189 Personen Südafrika. Im Vereinigten Königreich entstand eine Unterstützerorganisation, die sich Committee on South Africa War Resisters (COSAWAR) nannte.

## Bann und Rückkehr
Im August 1988 wurde die ECC nach den Gesetzen des Ausnahmezustands durch die südafrikanische Regierung gebannt. Es war nach über zwei Jahrzehnten die erste Organisation von „Weißen“, die gebannt wurde. Im selben Monat wurde eine Ausgabe der Weekly Mail eingezogen, in der die Zeitung über den Widerstand gegen die Wehrpflicht berichtet hatte. Aufgrund der beiden Ereignisse gab es Proteste von weißen Studenten gegen die Regierung. Trotz des Banns der ECC nahm die Zahl der Wehrdienstverweigerer zu. Im Juli 1989 nahm die ECC am Five Freedoms Forum des verbotenen, oppositionellen African National Congress (ANC) im sambischen Lusaka teil. Am 21. September 1989 verweigerten 771 Männer öffentlich den Wehrdienst; die Zahl der Verweigerer stieg bald über 1000. Die ECC agierte im Verborgenen, bis die Restriktionen ab Februar 1990 im Zuge der Abschaffung der Apartheid gelockert wurden. Im Mai 1990 fungierte die ECC als Vermittler bei den ersten Verhandlungen zwischen SADF und Vertretern des ANC. 1993 wurde die Wehrpflicht in Südafrika abgeschafft. 1994 löste sich die ECC daher auf.
2009 hielt der damalige südafrikanische Vizepräsident Kgalema Motlanthe eine Rede zu den Feierlichkeiten zur 25. Wiederkehr des Gründungstages des ECC, in der er die ECC rühmte.

## Würdigungen
„The ECC put pressure on the conscription system and in the end made it impossible for the state to enforce. In addition it helped foment divisions in the broader White community. Its mere existence so exasperated the state that millions of rands were diverted in a bid to snuff it out. In the end it contributed to bringing down apartheid. – Die ECC übte Druck auf das System der Wehrpflicht aus und machte es am Ende dem Staat unmöglich, sie durchzusetzen. Daneben half sie, die weiße Gemeinschaft weiter auseinanderzudividieren. Ihre bloße Existenz brachte den Staat so zur Verzweiflung, dass Millionen Rand für den Zweck umgeleitet wurden, sie auszulöschen. Am Ende trug sie dazu bei, die Apartheid abzuschaffen.“

„Every objector, every war resister, every ECC member and supporter were true heroes and heroines of our struggle. Not only did you stand up and risk physical, social and emotional isolation from the majority of white South Africans who were not prepared to oppose injustice, but through your actions, you inspired hope amongst the black majority. – Jeder Verweigerer, Widerständler im Krieg, jedes ECC-Mitglied und jeder ECC-Unterstützer war ein Held oder eine Heldin für unseren Kampf. Sie zeigten nicht nur Rückgrat und riskierten die physische, soziale und emotionale Isolation von der Mehrheit der weißen Südafrikaner, die nicht bereit waren, gegen Ungerechtigkeit anzugehen, sondern Sie lösten durch Ihre Aktionen in der schwarzen Bevölkerungsmehrheit auch Hoffnung aus.“